# 日向葵 (声優)
日向 葵（ひなた あおい、11月27日）は、日本の女性声優。兵庫県出身。

## 出演

### テレビアニメ
- TSUKIPRO THE ANIMATION2（2021年、女の子）
- VAZZROCK THE ANIMATION（2022年、2年生）

### ゲーム
2022年
- ヘブンバーンズレッド（2022年 - 2024年、大島一千子）
- LUNARiA（ナレーション）